# Colonização grega

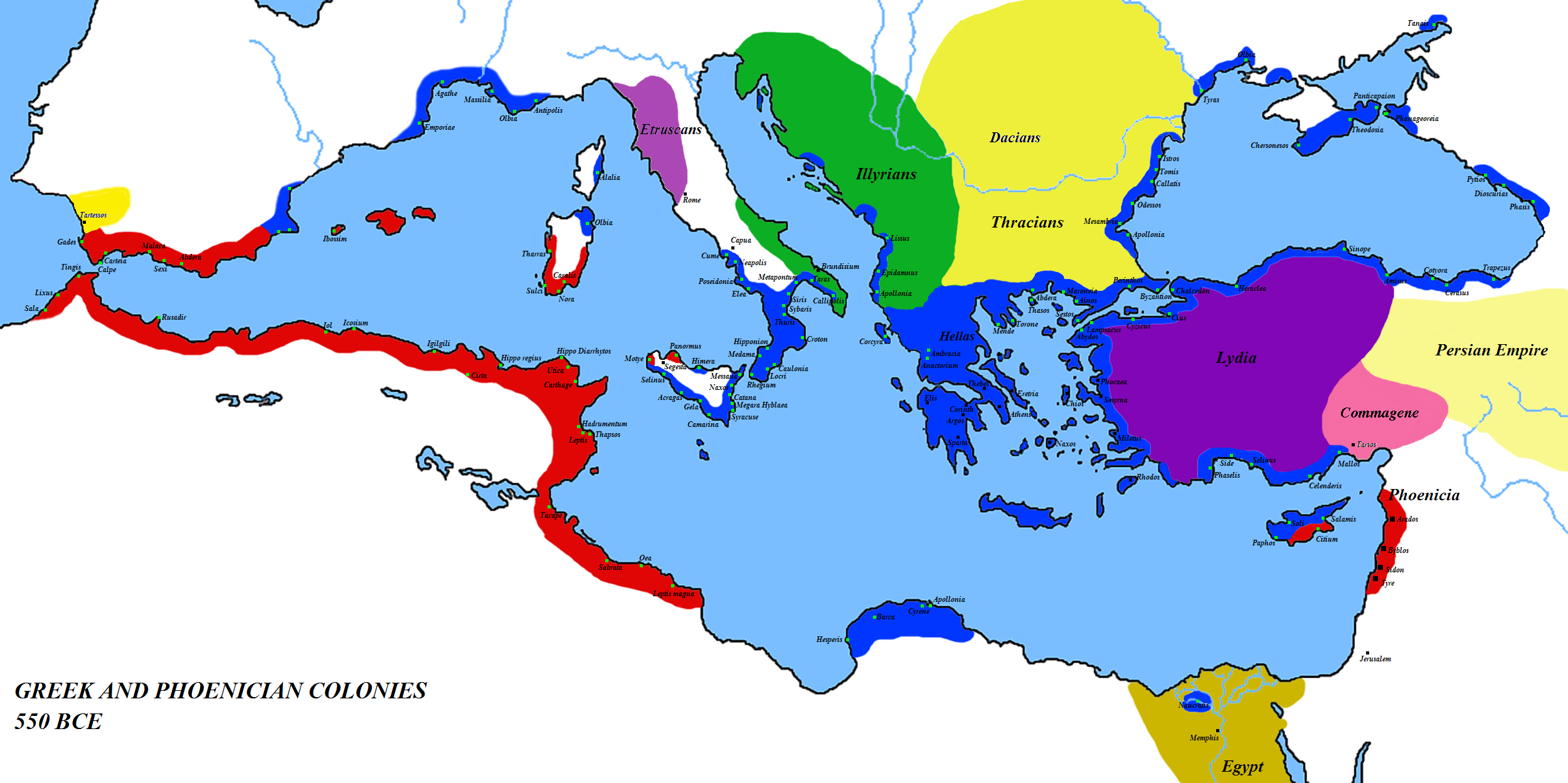
Colonização do Mediterrâneo no século 6 aC: assentamentos fenícios em vermelho, áreas gregas em azul e outros territórios marcados

A colonização grega foi uma expansão colonial organizada pelos gregos arcaicos no Mar Mediterrâneo e no Mar Negro no período dos séculos VIII a VI a.C. (750 e 550 a.C.).
Esta colonização diferia das migrações da Idade das Trevas grega na medida em que consistia em direção organizada pela metrópole originária ao invés do simples movimento de tribos que caracterizavam as migrações anteriores. Muitas colônias que foram fundadas neste período evoluíram para cidades-estados fortes e se tornaram independentes de suas metrópoles. A colonização podia ser motivada por desova populacional,[carece de fontes?] busca de metais preciosos[carece de fontes?] ou escravos.

## Razões da colonização

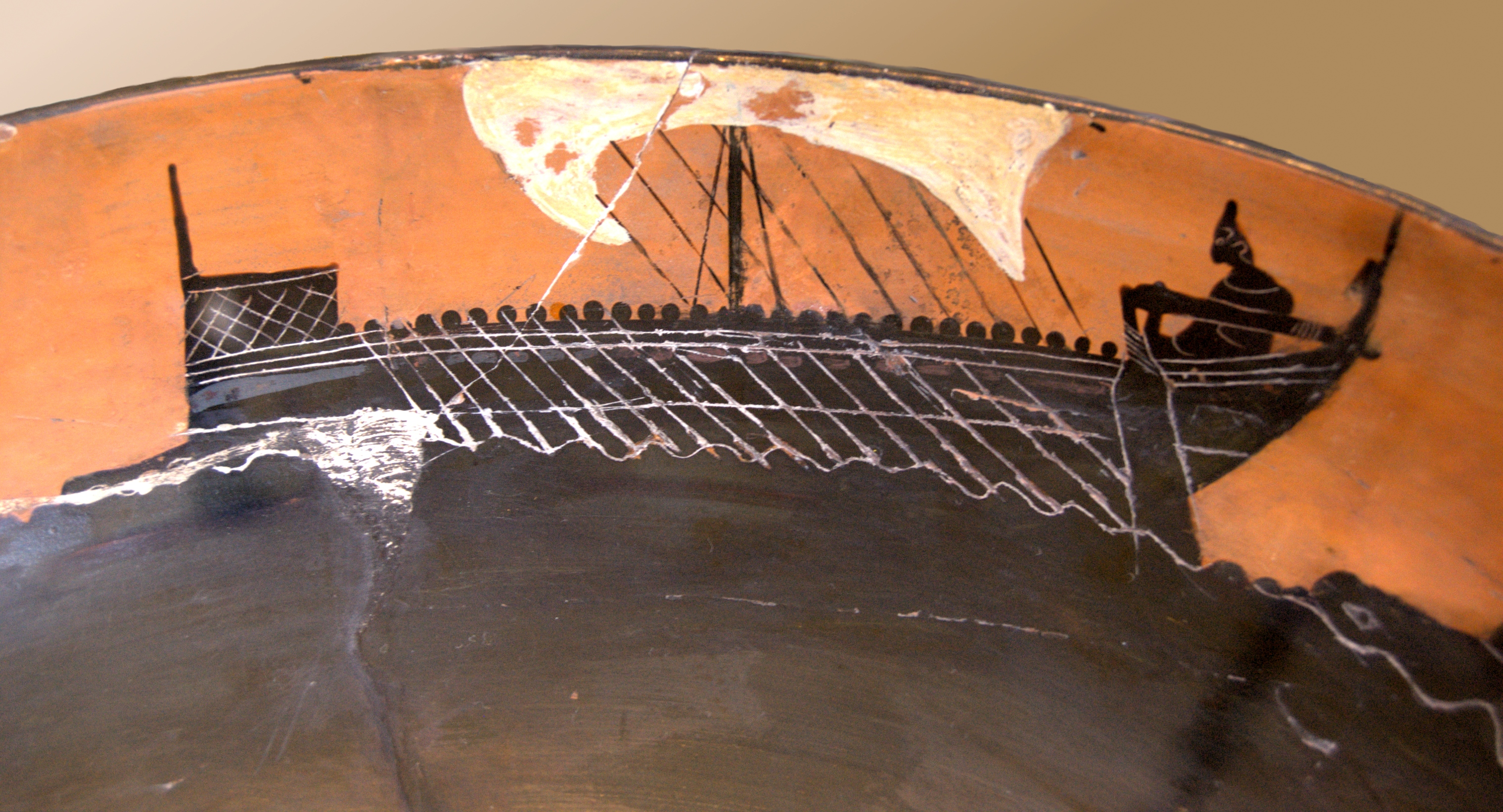
Ilustração de um navio grego.

As razões para a colonização tinham a ver com a explosão demográfica desse período, o desenvolvimento do empório, a necessidade de um suprimento seguro de matérias-primas, mas também com as políticas emergentes do período que levaram setores da população ao exílio. O crescimento populacional criou uma escassez de terras agrícolas e uma restrição da capacidade dos pequenos agricultores de cultivá-lo, que era semelhante em todas as cidades-estados. Em lugares com população excedente, isso levou a uma demanda por espaço adicional. A localização de cada estabelecimento colonial era ditada pelo fornecimento de recursos inexplorados que abasteceriam a metrópole, bem como os bens acabados que produziria. O desenvolvimento do empório estava entre as motivações mais importantes para a fundação de uma colônia. As colônias criaram novos mercados, supriram a metrópole com matérias-primas significativas e constituíram estações importantes nas viagens comerciais de longa distância da época. Finalmente, a situação política conturbada em muitas cidades, juntamente com o estabelecimento de governo tirânico, levou a oposição política ao exílio e à busca de novos lugares de residência.[carece de fontes?]

## Características da colonização
A fundação das colônias era consistentemente um empreendimento organizado. O lançamento foi organizado pela metrópole, embora em muitos casos eles colaboraram com outras cidades. O local a ser colonizado foi selecionado com antecedência, com o objetivo de oferecer vantagens comerciais, mas também segurança de invasores. Para criar um sentimento de segurança e confiança em relação à nova colônia, a escolha do local foi decidida de acordo com sua utilidade. A missão sempre incluiu um líder nomeado pelos colonos. Nas novas cidades, os colonos dividiam a terra, incluindo fazendas. O sistema de governança geralmente tomava uma forma que lembrava a que prevalecia na metrópole.

## Tempo
Os primeiros fundadores das colônias foram os eubeus, que fundaram colônias no início do século VIII a.C. no sul da Itália e na Calcídica. Os dois estados mais poderosos de Eubeia, Cálcis e Erétria fundaram numerosas colônias em Calcídica, a mais importante das quais era Olinto, e foram as primeiras a fundar colônias no sul da Itália. A primeira colônia que eles fundaram lá era Pitecusas na Ilha de Ísquia. Posteriormente, fundaram as colônias de Cumas, Zancle, Régio e Naxos. No final do século VIII, a Eubeia entrou em declínio com a eclosão da Guerra Lelantina e o bastão de fundação colonial foi passado para outras cidades gregas. No século VII, muitas colônias foram fundadas em Jônia, sul da Itália, Trácia e no Mar Negro. Outras colônias gregas foram fundadas na costa da Gália, na península Cirenaica na África e também no Egito. Nesta explosão de expansão colonial cidades como Corinto, Mileto, Mégara e Foceia assumiram a liderança.

## Locais

### Colônias na Macedônia e Trácia
Numerosas colônias foram fundadas no atual norte da Grécia, sobretudo na região da Calcídica, mas também na região da Trácia. Calcídica foi colonizada por eubeus, principalmente de Cálcis, que emprestaram seu nome a estas colônias. Os assentamentos mais importantes dos eubeus em Calcídica eram Olinto (cuja colônia era estabelecida em colaboração com os atenienses), Torone, Mende, Sermile, Áfitis e Cleonas na península de Atos. Outras colônias importantes em Calcídica foram Acanthus, uma colônia fundada por colonos de Andros e Potideia, uma colônia de Corinto.
Numerosas outras colônias foram fundadas na região da Trácia pelos jônios da costa da Ásia Menor. Colônias importantes eram Maroneia e Abdera. Os Milesianos também fundaram Abidos e Cardia no Helesponto e no Redestão em Propôntida. Os sâmios colonizaram a ilha de Samotrácia, tornando-se a fonte de seu nome. Finalmente, os parianos colonizaram Tasos sob a liderança do oecista e pai do poeta Arquíloco, Telesículas.

### Colônias no Mar Jônico e Ilíria
A região do mar Jônico e a da Ilíria foram colonizadas estritamente por Corinto. Os coríntios fundaram importantes colônias ultramarinas nas rotas marítimas para o sul da Itália e para o oeste, o que as tornou os principais empórios do lado ocidental do Mediterrâneo. Importantes colônias de Corinto incluíam Leucada, Ástaco, Anactoreu, Ácio, Ambrácia e Córcira. Os coríntios também fundaram importantes colônias na Ilíria, que se transformaram em cidades importantes, Apolônia e Epidamo também foi uma colônia grega na Ilíria. Ninfeu foi outra colônia grega na Ilíria.

### Magna Grécia
Os primeiros a colonizar o sul da Itália foram os eubeus, que com a mudança para Pitecusas (na ilha de Ísquia) fundaram uma série de cidades naquela região. A segunda cidade que eles fundaram foi Cumas, quase oposta a Ísquia. Os colonos de Cumas fundaram Zancle na Sicília e nas proximidades, na costa oposta, Régio. Além disso, os eubeus fundaram Naxos, que se tornou a base para a fundação das cidades de Leontinos, Tauromênio e Catânia. Nesse esforço, eles foram acompanhados por um pequeno número de dórios e jônios; os atenienses recusaram-se a participar da colonização.
A mais forte das colônias sicilianas era Siracusa, uma igreja do século VIII a.C. colônia dos coríntios. Colonos do mesmo período da Acaia fundaram as cidades de Síbaris e Crotona no Golfo de Taranto, mas também em Metaponto no mesmo distrito. Na mesma área, os refugiados de Esparta fundaram Taranto, que evoluiu para uma das cidades mais poderosas da região. Outros estados gregos que fundaram cidades no sul da Itália foram Mégara, que fundou Mégara Híblea e Selinunte; Foceia, que fundou a Eleia; Rodes, que fundou Gela junto com os cretenses e Lipari junto com Cnido, mesmo quando os lócrios fundaram Lócris Epicefíria.
Muitas cidades da região tornaram-se, por sua vez, metrópoles para novas colônias, como os siracusanos, que fundaram a cidade de Camarina, no sul da Sicília; ou os Zancleans, que lideraram a fundação da colônia de Himera. Da mesma forma Naxos, que vemos tomar parte na fundação de muitas colônias, enquanto a cidade de Síbraris fundou a colônia de Posidônia ao norte. A cidade de Gela, que era uma colônia de Rodes e Creta, fundou sua própria colônia, Ácragas.
As áreas de assentamento no sul da Itália tornaram-se tão completamente helenizadas que escritores romanos como Ovídio se referiram à região como Magna Grécia ("Grande Grécia"). Até hoje, algumas pessoas do Griko no sul da Itália ainda falam dialetos gregos, dóricos e de influência grega, com uma substancial exposição latina, e cultuam a Igreja Católica bizantina grega em vez do rito latino mais comum entre os outros italianos. No grego moderno, o sul da Itália é referido como Cato Itália (lit. "Baixa Itália") e os dialetos gregos relíquias lá como catoitálica.

### Colônias no Mar Negro e Pônticas
Os gregos, em certo momento, chamaram a costa do Mar Negro de "inóspita". De acordo com fontes antigas, eles criaram 70 a 90 colônias. A colonização do Mar Negro foi liderada pelos megarenses e algumas das cidades jônicas, como Mileto, Foceia e Teos. A maioria das colônias na região do Mar Negro e Propôntida foi fundada no século VII a.C. Na área do Propôntida, os megarenses fundaram as cidades de Ástaco na Bitínia, Calcedônia e Bizâncio, nas quais ocupavam uma posição privilegiada. Mileto fundou Cízico e os fóceos, Lâmpsaco.
Na costa norte do Mar Negro, Mileto foi o primeiro a começar. As colônias de Mileto nesta região do Mar Negro eram Ólbia e Panticapeu (moderna Querche). Mais tarde no século VI a.C. os Milesianos fundaram Odessa na região da moderna Ucrânia. Mais ao norte do delta do Danúbio, os gregos colonizaram uma ilhota, a moderna Berezã (provavelmente uma península). Essa localização é encontrada na confluência do estuário do Bug (o rio Hípanis para os gregos antigos) e do Dniepre (o Barístenes para os gregos antigos) A ilhota ou península em si foi chamado pelos antigos Baritmenis; em frente a isso, eles encontraram o site que seria resolvido mais tarde como Ólbia. Ao lado de Ólbia estava outra colônia grega que tinha Ístria como sua cidade mãe.
Na península da Crimeia (os gregos então chamaram de Quersoneso Táurico ou "Península dos Touros") eles fundaram igualmente as cidades de Sinferópolis, e Ninfeu e Hermonassa. No Mar de Azove (lago Meótis aos antigos) fundaram Tánais (em Rostov), Tirítace, Mirmeceu, Cecrine e Fanagoria - sendo o último uma colônia dos teios.
Na costa oriental, que era conhecida na antiguidade como Cólquida e na qual hoje a maior parte é na Geórgia e na região autônoma da Abecásia, os gregos fundaram as cidades de Fásis e Dióscuris. Este último foi chamado de Sebastópolis pelos romanos e bizantinos e é conhecido hoje como Sucumi - as ruínas das fundações antigas e bizantinas são agora encontradas principalmente abaixo da linha d'água.

### Colônias gregas no além-Mediterrâneo
As colônias gregas se expandiram até a Península Ibérica e Norte da África. No norte da África, na península de Cirenaica, os colonos de Tera fundaram Cirene, que evoluiu para uma cidade muito poderosa na região. Outras colônias na Cirenaica mais tarde incluídas com Cirene na Cirenaica foram Barca, Euespérides (moderna Benghazi, Tauqueira e Apolônia.
No lado norte do Mediterrâneo, os fócios fundaram Massália, na costa da Gália. Massália tornou-se a base para uma série de novas fundações mais distantes na região da Espanha. Foceia também fundou a Alalia na Córsega e Ólbia na Sardenha. Os foceus chegaram em seguida na costa da península ibérica. Conforme relatado por Heródoto, um rei local convocou os fócios para fundar uma colônia na região e prestou uma ajuda significativa na fortificação da cidade. Os focaus fundaram o Empúrias nesta região e depois o Hemeroscopeu, ainda mais distante.
Em meados do século VII, a única colônia grega no Egito havia sido fundada, Náucratis. O faraó Psamético I deu uma concessão comercial aos mercadores de Milesian para um estabelecimento nas margens do Nilo, fundando um entreposto comercial que evoluiu para uma cidade próspera na época da expedição persa ao Egito em 525 a.C..